# Eurodistrict trinational de Bâle
 (janvier 2009).
Si vous disposez d'ouvrages ou d'articles de référence ou si vous connaissez des sites web de qualité traitant du thème abordé ici, merci de compléter l'article en donnant les références utiles à sa vérifiabilité et en les liant à la section « Notes et références ».
Pour les articles homonymes, voir ETB.
L'Eurodistrict trinational de Bâle ou ETB (en allemand : Trinationaler Eurodistrict Basel ou TEB) est un groupement de communes de Suisse, d'Allemagne et de France visant à favoriser la coopération transfrontalière dans la région bâloise. Il a été créé le 26 janvier 2007 au Théâtre La Coupole de Saint-Louis en compagnie de tous les membres en remplacement de l'ancienne « agglomération trinationale de Bâle » (ou ATB) qui faisait figure de pilote depuis 1995.
Il réunit les 40 communes de Saint-Louis Agglomération, les trois villes du canton de Bâle-Ville, les 86 communes du canton de Bâle-Campagne, deux communes du canton de Soleure, 41 communes du canton d'Argovie, les désormais 34 communes de l'arrondissement de Lörrach et deux villes de l'arrondissement de Waldshut, soit un total de 130 communes suisses, 43 communes allemandes et 40 communes françaises pour former une association de 206 communes.

## Historique
La région du Rhin supérieur peut se prévaloir d'une longue histoire de coopération transfrontalière. Les habitants de la région trinationale ont toujours traversé les frontières d'aujourd'hui entre la France, l'Allemagne et la Suisse. Cet échange intense aussi bien sur le plan économique et social par-delà les frontières, a rendu la coopération sur le plan administratif indispensable.
Il n'empêche qu'au cours du XIXe siècle, un ralentissement de la coopération transfrontalière dans le Rhin Supérieur a été constaté. Cela est dû en partie à la montée du nationalisme de l'époque, mais également à la guerre franco-allemande. Avec le début de la Première Guerre mondiale, les frontières ont encore été renforcées. Lors des deux guerres mondiales, les échanges de marchandises se sont tout de même poursuivis dans la région, bien que le conflit se soit fait ressentir dans la coopération transfrontalière.

### Institutionnalisation après les guerres mondiales
Après la fin de la Seconde Guerre mondiale, la coopération transfrontalière dans l'agglomération trinationale de Bâle a repris au plus vite. L'ouverture de l'actuel Euro-Aéroport de Bâle Mulhouse Fribourg en 1946 été l'une des premières réalisations. Au cours des années suivantes, la coopération transfrontalière a consisté principalement en une coopération sectorielle informelle,.  
Avec la fondation de la Regio Basiliensis en 1963 et de la Regio du Haut-Rhin en 1965, la coopération transfrontalière a donné naissance à des nouvelles réalisations. Le caractère informel de la coopération dans le Rhin supérieur a reçu un avis critique sur le plan national, en particulier par l'État français. Les gouvernements des trois pays ont donc décidé de doter la coopération d'un cadre institutionnel. Cet objectif a été atteint avec l'accord du gouvernement à Bonn le 22 octobre 1975,.

### Introduction du programme INTERREG
Dans le cadre de la coopération territoriale européenne (CTE), l'Union européenne a lancé le programme INTERREG en 1989. Cela a donné un nouvel élan aux acteurs européens du développement régional. Pour la région du Rhin supérieur, au cours des trois premières périodes de programmation, les programmes INTERREG ont été subdivisés en plusieurs zones: la zone de PAMINA et la zone du Rhin Supérieur Centre-Sud. Le périmètre du programme INTERREG Rhin Supérieur a été créé sur cette base en 2007. Le lancement du programme INTERREG a permis aux porteurs de projets de bénéficier d'un financement de l'Union européenne.

### La conférence du Rhin Supérieur
Pratiquement en même temps que l'Accord de Bonn de 1975, deux comités régionaux ont été créés : Le Comité Bipartite pour la zone nord et le Comité tripartite pour la zone sud. Dans les années suivantes, la division s'est toutefois révélée plutôt inefficace et lente. En 1991, la Conférence franco-germano-suisse du Rhin supérieur a été fondée par les deux comités. Avec l'accord franco-allemand-suisse de 2000 à Bâle, l'importance de la Conférence du Rhin supérieur a été reconnue et définie.

### La fondation de l'Agglomération trinationale de Bâle
À la suite d'une rencontre entre des politiciens, des responsables de planification et des représentants de l'économie du sud de l'Alsace, du Bade-Wurtemberg et de la Suisse du nord-ouesten 1995, une stratégie de développement a été élaborée pour l’Agglomération trinationale de Bâle (ATB) de l’époque. Dans le concept de développement global de l’ATB, ont été définis les objectifs sectoriels qui devaient être atteints à l'aide de projets dans les domaines de l'habitat, des transports, de l'économie, de la nature et de l'environnement, des infrastructures et des structures politiques. Avec la création de l’association ATB en 2003, une planification spatiale coordonnée et une stratégie globale pour la région trinationale ont été mises en place pour la première fois.

### Les Eurodistricts
À l'occasion du 40ème anniversaire du Traité de l'Élysée, le chancelier allemand Gerhard Schröder et le président français Jacques Chirac se sont exprimés en faveur de la création de l'Eurodistrict Strasbourg-Ortenau. Cet appel a trouvé un écho particulier et déclenché une dynamique. Peu après la création de l'Eurodistrict Strasbourg-Ortenau en 2005, l'Eurodistrict de la région Freiburg / Centre et Sud-Alsace a vu le jour en 2006.
À la suite de la création de l'Eurodistrict Strasbourg-Ortenau, a émergé la volonté de créer un eurodistrict dans la région trinationale de Bâle. Cela devait permettre de faire évoluer les structures déjà existantes de l’ATB. Pour ce faire, un comité de pilotage trinational a élaboré, en coopération avec la Regio Basiliensis et l'association TAB, les grandes lignes du projet. La planification d'un Eurodistrict a d'abord été ratifiée par les différents organes avant que l'accord fondateur de l'Eurodistrict trinational de Bâle ne soit signé à Saint Louis, le 26 janvier 2007.

## Périmètre et membres
L’eurodistrict trinational de Bâle regroupe 226 villes et communes et il compte plus de 829 000 habitants. Son territoire est constitué par les collectivités territoriales de la région urbaine de Bâle qui veulent travailler ensemble par-delà des frontières.
L’Eurodistrict regroupe aujourd’hui :
- du côté suisse : les communes du canton de Bâle-Ville et de Bâle-Campagne, le Planungsverband Fricktal Regio du canton d’Argovie, la commune de Witterswil du canton de Soleure,
- du côté allemand : les communes de l'arrondissement de Lörrach ainsi que les villes de Wehr et Bad Säckingen,
- du côté français : les communes de Saint-Louis Agglomération.

C’est ainsi que l’eurodistrict correspond en grande partie à l’aire urbaine trinationale autour de Bâle. L’association de l’eurodistrict trinational de Bâle est ouverte à de nouvelles collectivités territoriales qui veulent s’engager dans la coopération transfrontalière.

## Organisation et missions
L’Eurodistrict trinational de Bâle est une association de droit français à but non lucratif, disposant de son propre budget et de son personnel.

### Institutions
L'eurodistrict est composé de trois principaux organes : l'assemblée générale, le comité directeur et le conseil consultatif.

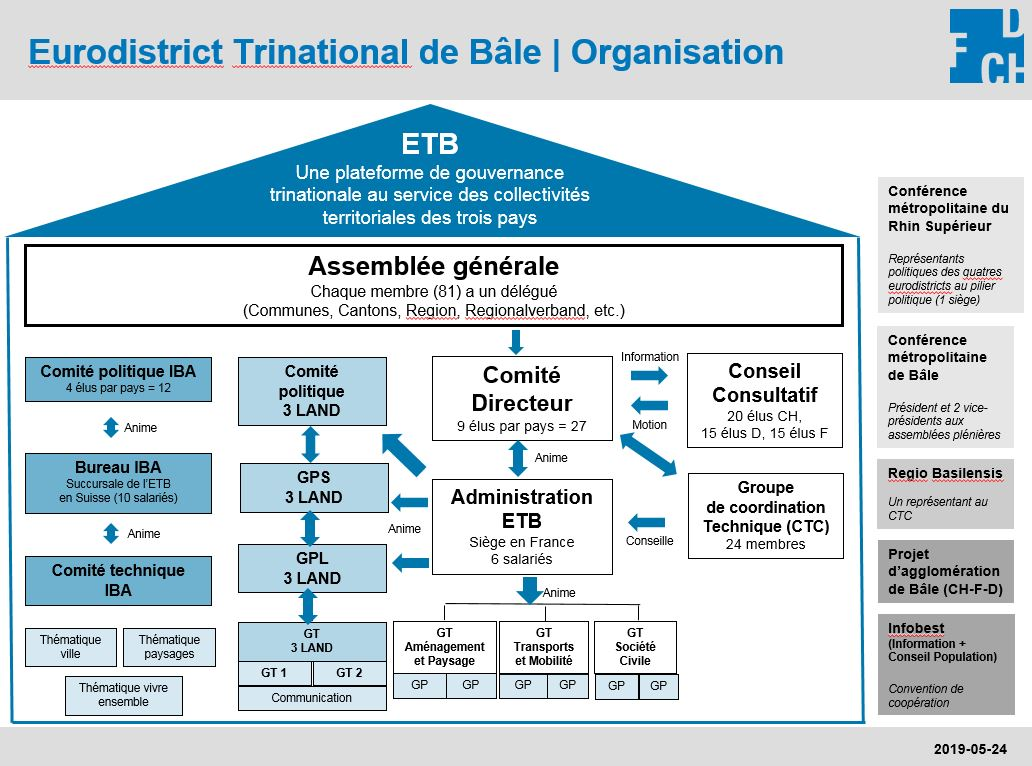
Organigramme de L'Eurodistrict trinational de Bâle

L'assemblée générale réunit les représentants de tous les membres de l'association. Elle se réunit en session ordinaire une fois par an. Chaque membre est représenté par un délégué et définit les orientations générales, les objectifs et les programmes de l’association. Elle délibère sur les questions mises à l’ordre du jour et les perspectives d’avenir communes et elle vote le rapport moral, le rapport financier et le budget.
Le comité directeur est constitué de huit membres allemands, huit membres suisses et huit membres français. Les membres du comité de direction sont élus par l'assemblée sur proposition des partenaires nationaux pour un mandat de deux ans. Le président et les vice-présidents, de nationalités différentes, sont élus pour deux ans dans le cadre d'une présidence tournante qui confie de manière alternative la présidence à un représentant de chaque pays.
Il assure la direction de l'association au sens du code civil local.
Le conseil consultatif est constitué de 20 membres suisses, 15 membres français et de 15 membres allemands. Seules les personnes qui sont déjà titulaires d’un mandat politique peuvent être membres du Conseil. Il constitue ainsi la représentation des députés élus au sein des trois pays. Le conseil consultatif est informé de façon régulière sur les activités de l’association et est invité lors d’opérations importantes. Il a le droit de déposer une motion, apporter des prises de position et rédiger des résolutions. Il adresse des demandes au comité directeur de l’association.
Les instances politiques peuvent se baser sur le travail des instances techniques suivantes :
- le comité technique de coordination (CTC)
- des groupes de travail et de projet thématiques
- l’administration de l’eurodistrict.

### Finances
L’association dispose d’un budget propre. Il est constitué par :
- les cotisations annuelles acquittées par ses membres et fixées par l'Assemblée,
- les aides et subventions publiques, locales, nationales ou européennes accordées à l'association,
- les dons et legs,

tous autres cofinancements et contributions.

### Missions
L’Eurodistrict trinational de Bâle a pour objectif de :
- poursuivre le renforcement du bassin de vie de l’Eurodistrict, ainsi que de l'espace économique commun et européen de l’Agglomération Trinationale de Bâle,
- promouvoir l’identification des personnes à ce territoire commun de l’Eurodistrict,
- favoriser la coopération démocratique des citoyens aux affaires transfrontalières et,
- dans l’intérêt des citoyens de l’Eurodistrict, d’améliorer et gérer plus efficacement une coopération transfrontalière fructueuse depuis des décennies,

De manière opérationnelle, l’Eurodistrict Trinational de Bâle a pour objet de développer et d’approfondir la coopération transfrontalière, notamment dans le cadre de projets bi- ou trinationaux, ou d’initiatives d’intérêt commun sur la base d’une stratégie commune visant à long terme à développer l’ensemble de l’agglomération trinationale en valorisant l’effet frontière.
L’Eurodistrict permet de traiter dans une aire géographique adaptée les questions liées aux thèmes suivants :
- l’aménagement du territoire et le développement durable,
- le développement urbain trinational,
- le transport et la mobilité,
- le développement économique,
- le marché du travail transfrontalier,
- la santé,
- l’environnement,
- les réseaux d’approvisionnement et les déchets,
- les relations avec les citoyens de l’Eurodistrict,
- le social,
- les relations publiques / la communication,
- la culture,
- l’éducation, toutes grandes manifestations qui renforcent le rayonnement international de l’Eurodistrict.

## Projets en cours
L'Eurodistrict Trinational de Bâle accompagne divers projets à long terme, dont la réalisation est à son tour rendue possible par des projets individuels.

### Exposition internationale d'architecture et d'urbanismeIBA Basel 2020(IBA)
L’exposition internationale d’architecture et d’urbanisme a été créée pour la période 2010-2020 à l'initiative de l’ETB par les collectivités locales qui le composent. L'IBA soutient la mise en œuvre de projets transfrontaliers en mettant l'accent sur les thèmes "espaces paysagers", "espaces urbains" et "vivre ensemble".  Il peut s'agir, par exemple, de projets de construction de nouveaux parcs, de points de rencontre de quartier ou de sentiers pédestres et de pistes cyclables.
L’IBA poursuit ainsi son objectif de transférer les approches pour la création d'un espace transfrontalier cohérent du niveau stratégique-politique au niveau pratique.

### 3Land
Le projet 3Land est un projet d’aménagement urbain commun aux villes voisines de Huningue (F), de Weil am Rhein (D) et de Bâle (CH) avec pour devise « Trois villes – un avenir commun ». Saint-Louis Agglomération, la Collectivité européenne d’Alsace, la Ville de Saint-Louis ainsi que le Landkreis Lörrach y participent également. L’objectif de ce projet trinational est de créer un quartier transfrontalier à partir de conventions de planifications communes avec un accent sur la mobilité et les usages, la nature et le paysage et l’urbanisme. Le projet possède plusieurs sous-projets et réalise, dans ce cadre, plusieurs études de faisabilité afin d’approfondir le concept urbain commun.
Le projet Vis-à-vis est l'un des premiers sous-projets réalisés dans le cadre du projet 3Land. Il se concentre sur la conception et la réalisation concertées d'un parc transfrontalier de part et d’autre de la Passerelle des Trois pays dans les villes jumelées de Huningue et de Weil am Rhein. Porté par l’ETB, le projet a été cofinancé par le Fonds européen de développement régional (FEDER) dans le cadre du programme INTERREG V Rhin supérieur de l'Union européenne.

### Trois pays à Velo
Le projet "Trois pays à Vélo" vise à promouvoir le cyclotourisme dans l'agglomération trinationale de Bâle. Pour cela, des panneaux de signalisation, des cartes, des sites Web et des panneaux d'information seront utilisés pour attirer l'attention sur les circuits cyclo-touristiques transfrontaliers et faciliter leur utilisation. Les partenaires du projet viennent des trois pays. Le projet est soutenu financièrement par le Fonds européen de développement régional (FEDER) de l'Union européenne (Interreg V Rhin Supérieur) et la Nouvelle politique régionale (NPR) de la Suisse.

### Parc des Carrières
Le projet IBA "Parc des Carrières" vise à créer une zone de loisirs de proximité entre les villes de Bâle, Allschwil, Hégenheim et Saint-Louis. Des chemins piétonniers et des pistes cyclables seront aménagés dans la zone, qui se caractérise par une exploitation extensive du gravier. En outre, les zones qui ne sont plus utilisées pour l'extraction de gravier doivent être continuellement réaménagées. Les promoteurs du projet sont composés de plusieurs organisations et communes suisses et françaises,,.

### Anciens projets ATB
Franges urbaines Allschwil-Hégenheim
Le concept de ce projet est de maintenir et améliorer la qualité urbaine, paysagère et l’accessibilité à la périphérie ainsi que valoriser les potentiels économiques. Le processus participatif de conception a favorisé l’échange entre les acteurs et a fait apparaitre une culture de coopération transfrontalière.
Développement urbain des deux Rheinfelden
Ce projet a pour objectif de renforcer la centralité urbaine des deux villes de Rheinfelden (Rheinfelden (Argovie) en Suisse et Rheinfelden (Baden) en Allemagne) par le biais du développement articulé de ce bipôle urbain.
Développement et maintien des espaces non construits de l’Est de l’ATB
Ce projet cherche à articuler le développement des espaces libres et des espaces construits sur l’ensemble de la zone d’étude, il a pour objectif d’aboutir à un bassin de vie et d’emploi possédant une forte qualité paysagère.
Étude de réalisation du parking relais et pôle d’échange multimodal de la gare de Saint-Louis
Ce projet a pour but de développer la gare de Saint-Louis en un véritable pôle d’échanges intermodal pour la partie Nord de l’agglomération trinationale.
Arc Urbain Nord
Le projet propose de structurer la mise en relation harmonieuse de la ville et des espaces non construits en suivant la vision d’une forme urbaine ressemblant à des doigts de gant où la nature et la ville s’entrecroisent. Les mesures proposées dans ce projet ont pour but de favoriser un développement harmonieux des quartiers urbains et des espaces libres de cette zone.
Arc Nord transports en commun, liaison ferroviaire de l’EuroAirport et prolongement transfrontalier des lignes de tramway 3, 8 et 11
Ce projet a traité de la question du développement des transports en commun au Nord de la région urbaine. Dans cette étude, les transports en commun sont perçus comme la colonne vertébrale du développement urbain.
Pôle de développement Saint-Louis Ouest et Technoport
Ce projet fait une proposition de master plan pour l’aménagement en quartier urbain et en espaces paysagers de qualité de la zone située derrière la gare de Saint-Louis et celle située entre l’EuroAirport, l’autoroute et la ligne de chemin de fer Bâle-Mulhouse.
Développement des transports de l’est de l’ATB
Ce projet concernait la mise en place d’un concept de développement transfrontalier des transports pour la zone située entre Bâle et Schwörstadt. Le concept met en réseau les différents modes de transports des deux pays pour favoriser la mobilité durable.
Salina Raurica – Habiter, Travailler, Apprendre, Vivre le long du Rhin
La zone de 170 hectares de caractère urbain et paysager située entre Pratteln, Augst et Schweizerhalle doit être restructurée pour permettre le développement d’un nouveau quartier d’agglomération.